# Pretty Rhythm
Pretty Rhythm (Tiếng Nhật: プ リ テ ィ ー リ ズ ムPuritī Rizumu) là một trò chơi thuộc thể loại Taito Type X2 của Nhật Bản được tạo ra bởi Takara Tomy. Nó đã được chuyển thể thành manga bởi Mari Asabuki. Một anime bởi nhà sản xuất Tatsunoko có tựa đề Pretty Rhythm: Aurora Dream (プリティーリズム・オーロラドリーム Puritī Rizumu: Ōrora Dorīmu) được phát sóng tại Nhật Bản từ tháng 4 năm 2011 đến tháng 3 năm 2012. Phần tiếp theo có tên là Pretty Rhythm: Dear My Future (プリティーリズム・ディアマイフューチャー Puritī Rizumu: Dia Mai Fyūchā) được phát sóng từ tháng 4 năm 2012 đến tháng 3 năm 2013. Phần thứ ba là Pretty Rhythm: Rainbow Live (プリティーリズム・レインボーライブ Puritī Rizumu: Reinbō Raibu) phát sóng từ ngày 6 tháng 4 năm 2013 đến 29 tháng 3 năm 2014. Một bộ phim được phát hành vào ngày 08 Tháng Ba 2014. Phần thứ tư của loạt phim truyền hình Pretty Rhythm: All-Star Selection (プリティーリズム・オールスターセレクション Puritī Rizumu: Ōrusutā Serekushon) phát sóng từ ngày 05 tháng 4 năm 2014 đến 14 tháng 6 năm 2014. Mùa đầu tiên được cấp phép bởi Animax Asia ở Đông Nam Á. Loạt phim này đã thành công bởi PriPara vào năm 2014.
Bối cảnh diễn ra trong một thế giới mà Prism Shows, những buổi biểu diễn kết hợp ca hát, khiêu vũ, thời trang và trượt băng, rất phổ biến. Những người trượt băng, được gọi là Prism Stars, sử dụng Prism Stones để điều phối trang phục của họ và thực hiện Prism Jumps để thu hút người hâm mộ của họ.